# Lettre International
Lettre International ist die von Frank Berberich als Kulturzeitschrift seit Mai 1988 in Berlin herausgegebene deutsche Ausgabe der 1984 in Paris von Antonin J. Liehm gegründeten, französischen Publikation Lettre Internationale.

## Geschichte
Die erste Ausgabe der deutschen Lettre International wurde am 26. Mai 1988 in West-Berlin auf dem internationalen Schriftstellerkongress Ein Traum von Europa vorgestellt. Seither erscheint die Zeitschrift vierteljährlich mit einer Auflage von 23.000 Exemplaren, bei Sonderausgaben und Themenheften mit bis zu 33.000 Exemplaren.
Als Chefredakteure waren bis zum Herbst 2003 (Heft 62) Frank Berberich und Antonín Jaroslav Liehm tätig. Seither ist Berberich alleiniger Chefredakteur und auch Geschäftsführer der Verlags GmbH. Für die ersten zwölf Ausgaben, bis zum Frühjahr 1991, lagen „Werbung und Beratung“ in den Händen der Düsseldorfer Werbe- und Projektagentur von Michael Schirner.
Die Zeitschrift ist zu 100 % Eigentum der Lettre International Verlagsgesellschaft mbH und erscheint im Eigenverlag. Lettre International wurde von Frank Berberich mit einer Anschubfinanzierung der durch ihn mitbegründeten taz ins Leben gerufen.

## Inhalt und Profil

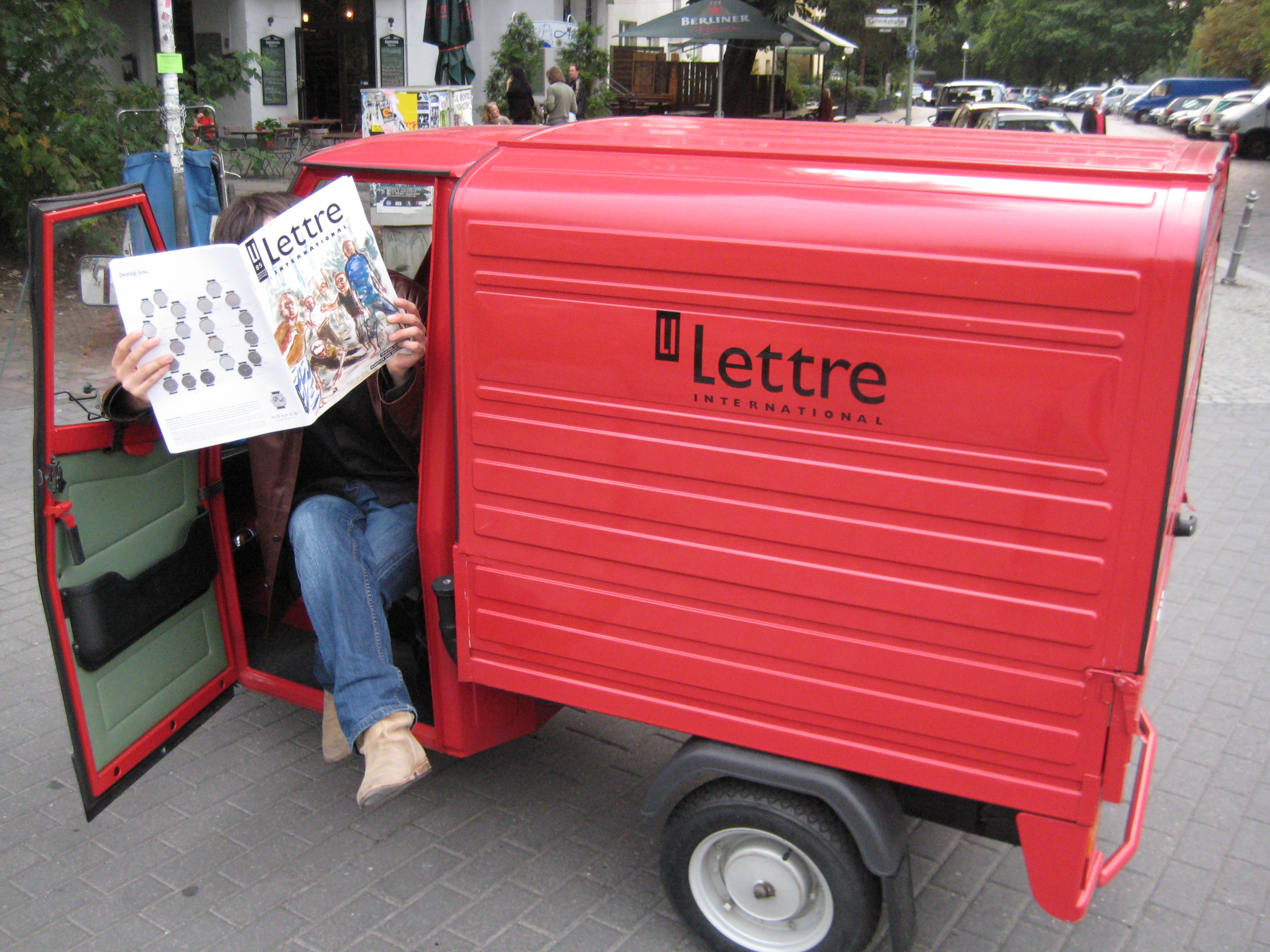
Das „Lettre-Mobil“ bei einer Promotion-Kampagne 2009

Jede Ausgabe des Lettre International ist konzipiert als Zusammenstellung von bildlichen und textlichen Beiträgen mit einer Kombination verschiedener Textsorten, Kunstformen und Themen.
Zu den Thembereichen gehören unter anderem Weltpolitik und Geschichte, Philosophie und Religion, darstellende und bildende Kunst, Wissenschaft und Forschung, Psychoanalyse und Ethnologie, Ökologie oder Ökonomie, Architektur, Astronomie, Sport, Natur, Medien, Erotik, Netzkultur oder life style. Die in Lettre International veröffentlichten Beiträge sind in der Regel deutsche Erstveröffentlichungen; etwa 80 Prozent werden aus anderen Sprachen übersetzt.
Eine Vielzahl von Autoren hat Lettre International erstmals im deutschen Sprachkreis publiziert, darunter Liao Yiwu (2007), Slavoj Žižek (1991), Eliot Weinberger (1995), Halford J. Mackinder (2018), Abdelwahab Meddeb (1989), Urvashi Butalia (1997), Suketu Mehta (1997), Wiliam Langewiesche (2001), Nicholas Shakespeare (1988), Mark Danner (2005), Zhoug Qing (2006), Michail Ryklin (1991) und Gohar Homayounpour (2013). Zu den regelmäßig publizierenden Autoren von Lettre gehören ferner u. a. Bora Ćosić, Régis Debray, Volker Demuth, Svetlana Alexijewitsch, Marcel Hénaff, Pankaj Mishra, Enrique Vila-Matas, Yang Lian, Georges Nivat, Frank Raddatz, Jacques Rupnik, Priya Basil, Wallace Shawn, Jean-Luc Nancy, Tom Engelhardt, Georg Stefan Troller, Karl Schlögel, Raoul Schrott, Elif Batuman, Philippe Videlier, Roberto Scarpinato, Olga Slawnikowa, Patricia Görg, Alfred McCoy, Nedim Gürsel, Péter Nádas, Boris Groys.

### Zusammenarbeit mit Künstlern
Titelbilder und weitere Seiten im Innenteil werden exklusiv von Künstlern gestaltet. Zahlreiche internationale Künstler haben die Zeitschrift visuell geprägt, darunter Jörg Immendorff, der die erste Ausgabe gestaltete, Miquel Barcelò (2004), Ai Weiwei (2009), Georg Baselitz (1989 und 2008), Sigmar Polke (1989), Rebecca Horn (1990), Rosemarie Trockel (1994), Tobias Rehberger (2012 und 2018), Ilya Kabakov (1990), Marina Abramović (1993), A. R. Penck (1988), Jorinde Voigt (2015), Gerhard Richter (1996), Max Grüter (2003 und 2009) und Valérie Favre (2016).
Die großzügige Positionierung von Fotografie, Fotoportfolios sowie der Einsatz konzeptioneller, künstlerischer, essayistischer, dokumentarischer oder Reportage-Fotografie gehören zu den wesentlichen visuellen Bestandteilen des Heftes. Beitragende Photographen waren unter anderem Quentin Bertoux, Daniel Schwartz, Cristiana Garcia Rodero, Sebastião Salgado, Massimo Berruti, Rodrigo Abd, Graciela Iturbide, Tian Doan Na Champassak, JR, Hans Hansen, Paolo Pellegrin, Olafur Eliasson, Juan Manuel Castro Pietro, Matt Black, oder Robert Longo.
Die Zeitschrift veröffentlicht literarische Reisereportagen und entdeckte Vertreter dieses Genres für den deutschen Sprachraum, darunter Amitav Ghosh, Nicolas Shakespeare, Isabel Hilton, Liao Yiwu oder William Langewiesche.
Mit dem Verkauf von Kunsteditionen hat der Verlag den Versuch gemacht, die redaktionelle Arbeit finanziell zu unterstützen. So entstanden in den Jahren 1992, 2011, 2012 und 2013 je eine Kunsteditionsausgabe.

## Lettre Ulysses Award
In Zusammenarbeit mit der Aventis Foundation und dem Goethe-Institut begründete Lettre International 2003 einen jährlich vergebenen Weltpreis für die besten literarischen Reportagen, den Lettre Ulysses Award. Der mit insgesamt 100.000 Euro dotierte Preis wurde bis 2006 viermal verliehen und ist seitdem suspendiert. Jurymitglieder aus elf Sprachkreisen (Deutsch, Englisch, Französisch, Spanisch, Türkisch, Portugiesisch, Arabisch, Russisch, Hindi, Chinesisch, Japanisch) wählten die besten Leistungen der Reportageliteratur.
- 2003 wurde der Preis Anna Politkowskaja für ihr Buch Tchétchénie: Le déshonneur russe über den Krieg in Tschetschenien verliehen.
- 2004 gewann das chinesische Autorenpaar Wu Chuntao und Chen Guidi den mit 50.000 Euro dotierten ersten Preis für das Buch A Survey on Chinese Peasants (zur Lage der chinesischen Bauern).
- 2005 wurde die britische Autorin Alexandra Fuller für ihr Buch Scribbling the Cat. Travels with an African Soldier mit dem ersten Preis ausgezeichnet.
- 2006 erhielt die britische Schriftstellerin Linda Grant den ersten Preis für ihr Buch The People on the Street. A Writer’s View of Israel.

## Kontroverse um Sarrazin-Interview
Das in LI 86 platzierte Interview mit Thilo Sarrazin erzeugte große mediale Aufmerksamkeit und Debatten über den vermeintlichen Rassismus mancher Äußerungen des damaligen Bundesbank-Vorstandes. Patrick Bahners, damals Feuilleton-Chef der Frankfurter Allgemeinen Zeitung, monierte: „Berlin soll sich, wie Sarrazin seinem Interviewer Frank Berberich allen Ernstes erklärte, durch Abdrängung der Nichtintegrierten sanieren. ‚Die Schulen müssen von unten nach oben anders gestaltet werden. Dazu gehört, den Nichtleistungsträgern zu vermitteln, dass sie ebenso gerne woanders nichts leisten sollten.‘“ Der Schriftsteller und Orientalist Navid Kermani behauptete 2012, die Kulturzeitschrift habe „mit ihrem vollständig widerspruchsfreien Interview“ einem Wirtschaftsexperten ein Forum gegeben, dessen Äußerungen sich als „wahre Fundgrube für die politische Arbeit der national-identitären Rechten“ entpuppten. Dadurch habe Lettre International „für die Popularisierung des völkischen Nationalismus, dem Uwe Mundlos anhing, mehr bewirkt als der Nationalsozialistische Untergrund“.
In einem Interview für das Magazin der Medienmacher kritisierte der Herausgeber, Frank Berberich, die Reaktion der Massenmedien als „Dilettantismus, politisch-korrekte Phrasen, Irreführung, große Parolen.“ Der dabei aufgekommene Skandal sei durch Medieninteressen entstanden und „die Sensationalisierung und Skandalisierung wurde vor allem von Medien inszeniert, die damit Geld verdienen wollten“, so Berberich. Das Interview sei einer von mehr als 40 Beiträgen zum Schwerpunktthema „Berlin“ gewesen und weder durch explizite Hinweise im Editorial oder gegenüber der Presse noch durch seine Platzierung – das Interview findet sich auf Seite 197 des 258 Seiten umfassenden Heftes – besonders hervorgehoben worden. Die Funktion eines sensationalistischen Aufmachers sei ihm erst durch Skandalisierung von außen zugewiesen worden.
Lettre International geriet darüber hinaus mit dem Springer Verlag und seinen in Berlin erscheinenden Tageszeitungen, in einen urheberrechtlichen Konflikt. Die Bild und andere Springer-Zeitungen hatten das Interview nicht nur mehrfach für Schlagzeilen benutzt, sondern den Text ohne Genehmigung zum großen Teil abgedruckt, sowie abgeschrieben und online vollumfänglich zur Verfügung gestellt. Lettre International erwirkte eine einstweilige Verfügung und bereitete eine Schadensersatzklage vor. Am 8. März 2011 einigten sich der Springer-Verlag und Lettre International auf ein Schadensgeld in Höhe von 60.000 Euro.

## Auszeichnungen
- 1997 erhielt der Lettre-Gründer Antonin J. Liehm stellvertretend für das gesamte Netzwerk den Leipziger Buchpreis zur Europäischen Verständigung der Leipziger Buchmesse.
- 2012: erhielt Stavros Papadopoulos für sein in Lettre International 95 erschienenes Fotoportfolio „Griechenland“ den LeadAward in Bronze in der Kategorie „Reportagefotografie des Jahres“.[21]
- 2014: Integrationspreis der Stiftung Apfelbaum
- 2018 wird Lettre International mit dem Konrad-Wolf-Preis der Berliner Akademie der Künste ausgezeichnet.